# Renate Krüger (Schriftstellerin)
Renate Krüger (* 23. Juli 1934 in Spremberg, Niederlausitz; † 27. Mai 2016 in Schwerin) war eine deutsche Kunsthistorikerin, Schriftstellerin und Publizistin, die seit 1939 in Schwerin ansässig war.

## Leben
Krieg, Zusammenbruch und Nachkriegsjahre hatten eine stark prägende Wirkung auf Kindheit und Jugend von Renate Krüger und sensibilisierten vor allem für religiöse und historisch-philosophische Fragestellungen. Nach dem Abitur an der Goethe-Oberschule studierte Renate Krüger Kunstgeschichte und klassischen Archäologie an der Universität Rostock, kam häufig in Konfrontation mit dem totalitären DDR-Regime und arbeitete während eines vorübergehenden Ausschlusses vom Studium in der Ausstellung der von der Sowjetunion zurück überstellten Dresdner Gemälde in der Berliner Nationalgalerie. 
Von 1958 bis 1965 war sie am Staatlichen Museum Schwerin tätig und verlor ihren Arbeitsplatz aus politischen Gründen. 1966 wurde sie an der Universität Greifswald zum Dr. phil. 
promoviert.
Nach einer kurzen Beschäftigung am Schweriner Institut für Denkmalpflege war Renate Krüger freiberuflich als Autorin kunst- und kulturhistorischer Sachbücher, Romane und Essays tätig. Für die Kulturhistorische Reihe des Verlages Koehler & Amelang steuerte sie drei Bände bei. Ihr besonderes Augenmerk galt der kunstpädagogischen Belletristik auch für Kinder und Jugendliche sowie der mecklenburgischen Landeskunde. Zeitweilig war sie im publizistischen Bereich kirchlicher Einrichtungen tätig. Ihre biographischen Forschungen über Gertrud von le Fort wurden in der DDR nicht veröffentlicht. Zahlreiche Reisen führten sie besonders nach Ungarn und die damalige CSSR.
Nach der politischen Wende 1989/90 arbeitete sie im Mitarbeiterstab des Landtagspräsidenten von Mecklenburg-Vorpommern und in der Aufarbeitung des Verhältnisses von katholischer Kirche und SBZ/DDR. Mitarbeit im Freundeskreis Mooshausen e. V. und in der Literaturgesellschaft Gertrud von le Fort.
Im Jahr 2016 erhielt Krüger die Ansgarmedaille des Erzbistums Hamburg und den Siemerling-Sozialpreis der Dreikönigsstiftung Neubrandenburg.

## Werke
- Die Kunst der Synagoge. Eine Einführung in Kunst und Kult des Judentums 1966.
- Licht auf dunklem Grund. Ein Rembrandt-Roman 1967. Übersetzung ins Japanische.
- Kleine Welt in Elfenbein. 1967.
- Der Tanz von Avignon. Ein Holbein-Roman 1969. Übersetzung ins Ungarische, Rumänische und Estnische.
- Kaiser, Mönche und Ikonen. Historischer Roman 1969.
- Saat und Ernte des Joseph Fabisiak. 1969.
- Ludwigslust. Eine kulturhistorische Skizze 1970.
- Das Zeitalter der Empfindsamkeit. Kunst und Kultur des späten 18. Jahrhunderts in Deutschland 1972.
- Das Kloster am Ilmensee. Erzählung 1972.
- Nürnberger Tand. Historia eines Narren, eines Stummen und dreier gottloser Maler 1974.
- Malt, Hände, malt. Ein Cranach-Roman 1975.
- Jenseits von Ninive. 1975.
- Aus Morgen und Abend der Tag. Philipp Otto Runge. Sein Leben in fünf Bildern  1977
- Wolfgang Amadés Erben. Roman 1979. Als E-Book 2013: Edition digital, ISBN 978-3-86394-337-0
- Biedermeier. Eine Lebenshaltung zwischen 1815 und 1845. Sachbuch 1979
- Niels Stensens Schweriner Advent. Erzählung 1979.
- Geisterstunde in Sanssouci. Erzählung über Adolph Menzel 1980.
- Türme am Horizont. Roman über den Lübecker Maler Bernt Notke 1982. Übersetzung ins Estnische.
- Das Männleinlaufen. Erzählung aus dem alten Nürnberg 1983. Übersetzung ins Tschechische
- Des Königs Musikant. Erzählung über Carl Philipp Emanuel Bach 1985, ISBN 3-89106-022-X
- Doberaner Maßwerk. Literarische Reportage 1989.
- Aufbruch unter Diktaturen. Eine autobiographische Skizze 1996.
- Tanz in der Schlinge. Eine autobiographische Skizze 1997, ISBN 3-932379-10-1
- Das Schweriner Schloss. Residenz und Denkmal. Sachbuch, 2. Aufl. 2003, ISBN 3-356-01058-1
- Spurensuche in Mecklenburg. Innenansichten eines Landes, Sachbuch 1999, ISBN 3-356-00822-6
- Aufbruch aus Mecklenburg. Die Welt der Gertrud von le Fort. Sachbuch 2000, ISBN 3-935877-02-1
- Die stumme Braut. Erzählung 2001, ISBN 3-356-00888-9
- Rembrandts Nachbarn. Roman, 2001, ISBN 3-935284-91-8
- Behütetes Feuer. Essays, Gedichte und Briefe von Maria Jochum (1903–1984). Herausgabe mit Elisabeth Prégardier 2003, ISBN 3-89857-164-5
- Mecklenburg. Wege eines Landes. 2007, ISBN 978-3-939198-03-1
- Paradiesgärtlein. Ein Tagebuch. 2008, ISBN 978-3-8370-2678-8
- Herbst des Lebens. Betrachtungen über das Alter. 2011, ISBN 978-3-86683-975-5
- Clownschule. Roman. 2011, ISBN 978-3-86279-062-3